# Воля Мигова
Воля Мигова (пол. Wola Michowa) — лемківське село в Сяноцькому повіті Підкарпатського воєводства Республіки Польща. Належить до гміни Команча.

## Історія

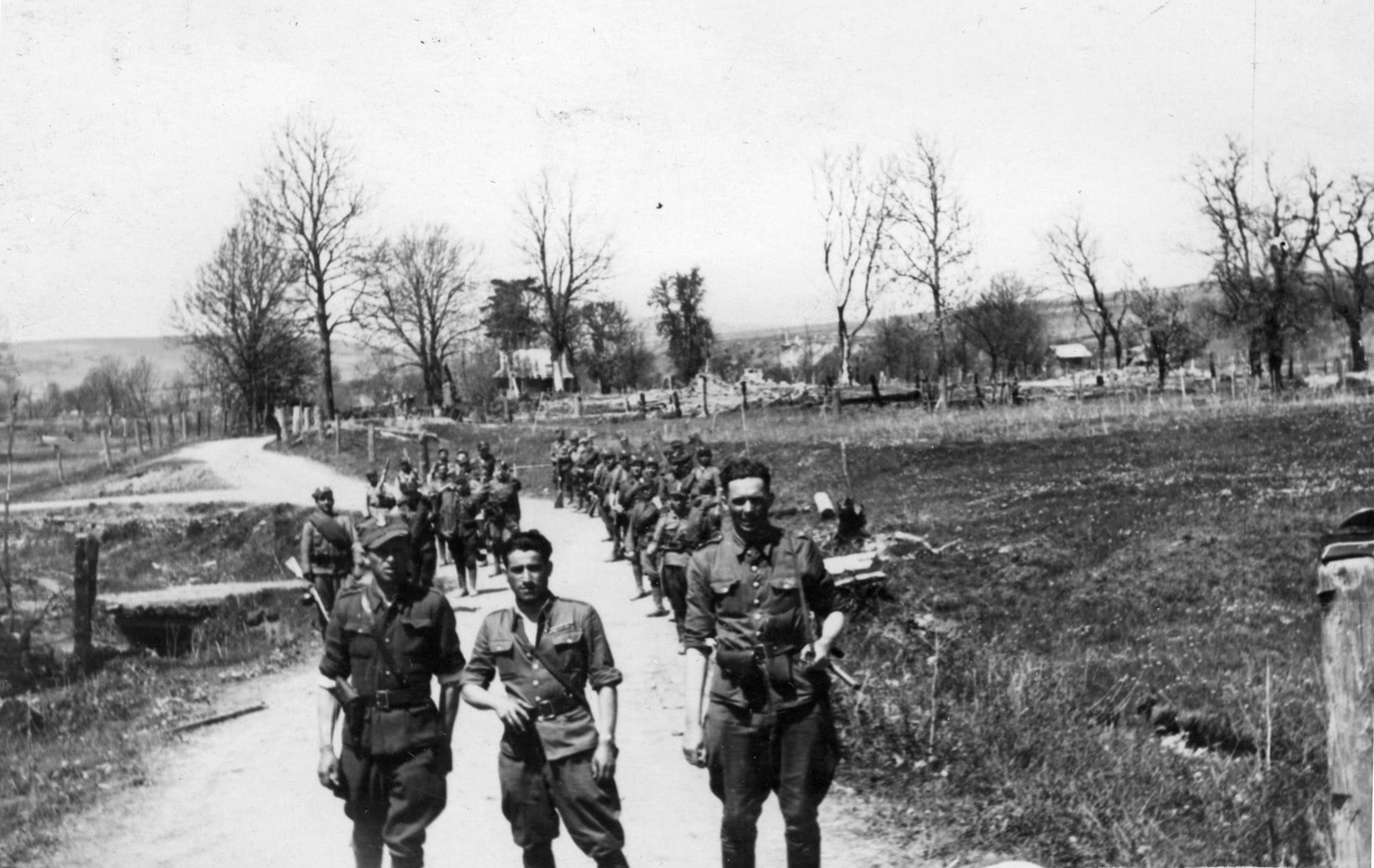
Польське військо під час акції Вісла у 1947 р. на фоні спустошеного села Воля Мигова

Село засноване на підставі Волоського права 1546 року як власність королівська. В податковому реєстрі 1565 р. значиться руський священик (піп), що свідчить про наявність церкви. У 1730 році село здобуло статус міста.
До 1772 входило до складу Руського воєводства, землі Сяноцької. Від 1772 року втратило статус міста, належало до ліського бецірку самбірського циркулу Галичини. Наприкінці XIX ст. проживало 840 мешканців, з них 240 євреїв. Щороку проходило 6 ярмарків. У 1843 р. збудовано муровану церкву святого Миколая. У 1895 р. прокладено вузькоколійку з Нового Лупкова до Тісної.
Військові дії 1915 р. принесли селу руйнування від російської армії.
З листопада 1918 року по січень 1919 — у складі Лемківської Республіки. У 1919-1939 рр. село входило до Ліського повіту Львівського воєводства.
У 1927 році в селі було 777 жителів (у тому числі 148 євреїв). 

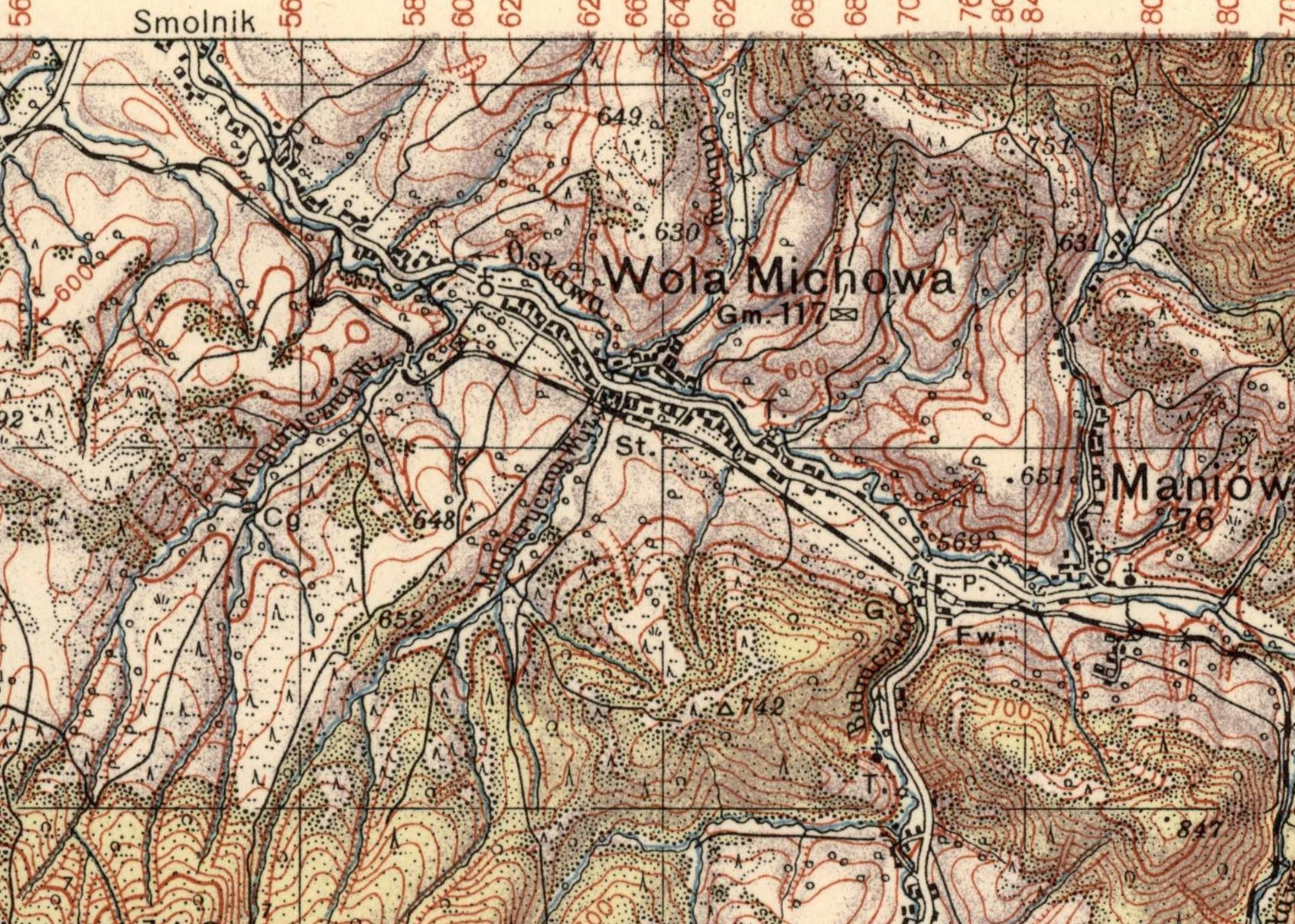
Село на карті Військового Географічного інституту 1938 року

В 1939 р. в селі було переважно лемківське населення: з 840 жителів села — 800 українців, 15 поляків і 25 євреїв.
28 вересня 1944 р. село окупувала Червона Армія. 
До виселення лемків у 1945 році в СРСР та депортації в 1947 році в рамках акції Вісла у селі була греко-католицька парафія Лупківського деканату.
Після Другої світової війни це гірське село було притулком для військ УПА. Було частково зруйноване, решту зруйновано в 1950 р. (крім кількох хат у Малій Волі), серед них — дзвіницю і капличку, а в 1953 р. — і церкву. На місце українців поселяли поляків.

## Сучасність

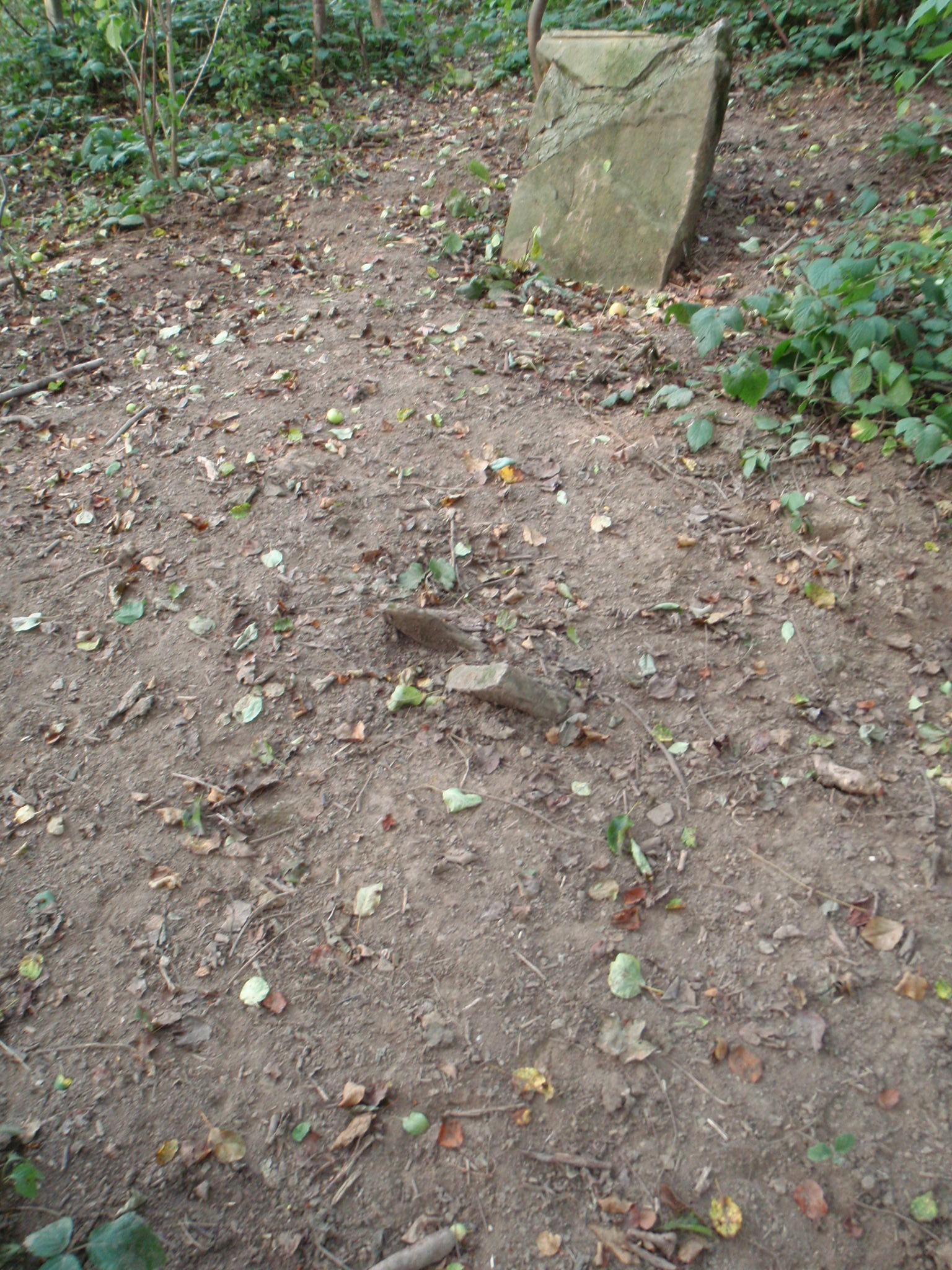
Руїни єврейського цвинтаря

Збереглися рештки єврейського і українського цвинтарів.
У 2010 р. збудували костел.